# Partecipanti al Giro del Delfinato 2022
Elenco dei partecipanti al Giro del Delfinato 2022.
Il Giro del Delfinato 2022 è stata la settantaquattresima edizione della corsa. Alla competizione presero parte 22 squadre: le 18 con licenza UCI World Tour 2022 e 4 UCI ProTeam.
Ciascuna delle squadre è composta da sette ciclisti, per un totale di 154 accreditati alla partenza.

## Corridori per squadra
Nota: R ritirato, NP non partito, FT fuori tempo, SQ squalificato
| Ineos Grenadiers            | Ineos Grenadiers            | Ineos Grenadiers            | Bora-Hansgrohe          | Bora-Hansgrohe          | Bora-Hansgrohe          | Bahrain Victorious                 | Bahrain Victorious                 | Bahrain Victorious                 |
| --------------------------- | --------------------------- | --------------------------- | ----------------------- | ----------------------- | ----------------------- | ---------------------------------- | ---------------------------------- | ---------------------------------- |
| N°                          | Ciclista                    | Clas.                       | N°                      | Ciclista                | Clas.                   | N°                                 | Ciclista                           | Clas.                              |
| 1                           | Tao Geoghegan Hart          | 8°                          | 11                      | Patrick Konrad          | 12°                     | 21                                 | Jack Haig                          | 5°                                 |
| 2                           | Andrey Amador               | 88°                         | 12                      | Matteo Fabbro           | 48°                     | 22                                 | Phil Bauhaus                       | R 2ª                               |
| 3                           | Eddie Dunbar                | 30°                         | 13                      | Wilco Kelderman         | 28°                     | 23                                 | Damiano Caruso                     | 4°                                 |
| 4                           | Laurens De Plus             | 67°                         | 14                      | Jordi Meeus             | NP7ª                    | 24                                 | Kamil Gradek                       | 124°                               |
| 5                           | Filippo Ganna               | 82°                         | 15                      | Nils Politt             | 65°                     | 25                                 | Heinrich Haussler                  | R 8ª                               |
| 6                           | Ethan Hayter                | 15°                         | 16                      | Lukas Pöstlberger       | 106°                    | 26                                 | Luis León Sánchez                  | 23°                                |
| 7                           | Michał Kwiatkowski          | R 6ª                        | 17                      | Matthew Walls           | R 5ª                    | 27                                 | Dylan Teuns                        | R 8ª                               |
| Movistar Team               | Movistar Team               | Movistar Team               | Jumbo-Visma             | Jumbo-Visma             | Jumbo-Visma             | AG2R Citroën Team                  | AG2R Citroën Team                  | AG2R Citroën Team                  |
| N°                          | Ciclista                    | Clas.                       | N°                      | Ciclista                | Clas.                   | N°                                 | Ciclista                           | Clas.                              |
| 31                          | Enric Mas                   | NP8ª                        | 41                      | Primož Roglič           | 1°                      | 51                                 | Ben O'Connor                       | 3°                                 |
| 32                          | Imanol Erviti               | R 1ª                        | 42                      | Tiesj Benoot            | 71°                     | 52                                 | Geoffrey Bouchard                  | 36°                                |
| 33                          | Gorka Izagirre              | 64°                         | 43                      | Chris Harper            | 108°                    | 53                                 | Stan Dewulf                        | 89°                                |
| 34                          | Mathias Norsgaard           | 121°                        | 44                      | Steven Kruijswijk       | 21°                     | 54                                 | Oliver Naesen                      | 77°                                |
| 35                          | Matteo Jorgenson            | 13°                         | 45                      | Christophe Laporte      | R 8ª                    | 55                                 | Aurélien Paret-Peintre             | 50°                                |
| 36                          | Gregor Mühlberger           | 63°                         | 46                      | Wout Van Aert           | 49°                     | 56                                 | Greg Van Avermaet                  | 93°                                |
| 37                          | Carlos Verona               | 19°                         | 47                      | Jonas Vingegaard        | 2°                      | 57                                 | Clément Venturini                  | 84°                                |
| Groupama-FDJ                | Groupama-FDJ                | Groupama-FDJ                | Israel-Premier Tech     | Israel-Premier Tech     | Israel-Premier Tech     | Uno-X Pro Cycling Team             | Uno-X Pro Cycling Team             | Uno-X Pro Cycling Team             |
| N°                          | Ciclista                    | Clas.                       | N°                      | Ciclista                | Clas.                   | N°                                 | Ciclista                           | Clas.                              |
| 61                          | David Gaudu                 | 17°                         | 71                      | Chris Froome            | NP7ª                    | 81                                 | Tobias Johannessen                 | 10°                                |
| 62                          | Bruno Armirail              | 55°                         | 72                      | Simon Clarke            | 68°                     | 82                                 | Idar Andersen                      | 122°                               |
| 63                          | Kevin Geniets               | 32°                         | 73                      | Omer Goldstein          | 73°                     | 83                                 | Anthon Charmig                     | 109°                               |
| 64                          | Olivier Le Gac              | 98°                         | 74                      | Taj Jones               | R 6ª                    | 84                                 | Niklas Eg                          | R 1ª                               |
| 65                          | Valentin Madouas            | 45°                         | 75                      | Guy Niv                 | 97°                     | 85                                 | Anders Skaarseth                   | 52°                                |
| 66                          | Rudy Molard                 | 37°                         | 76                      | James Piccoli           | 53°                     | 86                                 | Torjus Sleen                       | 81°                                |
| 67                          | Michael Storer              | 40°                         | 77                      | Guy Sagiv               | R 7ª                    | 87                                 | Jonas Gregaard                     | 43°                                |
| Quick-Step Alpha Vinyl Team | Quick-Step Alpha Vinyl Team | Quick-Step Alpha Vinyl Team | Team BikeExchange-Jayco | Team BikeExchange-Jayco | Team BikeExchange-Jayco | UAE Team Emirates                  | UAE Team Emirates                  | UAE Team Emirates                  |
| N°                          | Ciclista                    | Clas.                       | N°                      | Ciclista                | Clas.                   | N°                                 | Ciclista                           | Clas.                              |
| 91                          | Andrea Bagioli              | 16°                         | 101                     | Dylan Groenewegen       | NP7ª                    | 111                                | Brandon McNulty                    | 11°                                |
| 92                          | Mattia Cattaneo             | 34°                         | 102                     | Kevin Colleoni          | 117°                    | 112                                | Ivo Oliveira                       | 110°                               |
| 93                          | Rémi Cavagna                | 70°                         | 103                     | Luke Durbridge          | 118°                    | 113                                | Andrés Camilo Ardila               | 87°                                |
| 94                          | Josef Černý                 | R 2ª                        | 104                     | Alexander Edmondson     | R 8ª                    | 114                                | Juan Ayuso                         | NP6ª                               |
| 95                          | Dries Devenyns              | R 8ª                        | 105                     | Tsgabu Grmay            | 115°                    | 115                                | George Bennett                     | 20°                                |
| 96                          | Mikkel Honoré               | 47°                         | 106                     | Amund Grøndahl Jansen   | 116°                    | 116                                | Sebastián Molano                   | SQ6ª                               |
| 97                          | Jannik Steimle              | R 8ª                        | 107                     | Nick Schultz            | 26°                     | 117                                | Oliviero Troia                     | R 8ª                               |
| Trek-Segafredo              | Trek-Segafredo              | Trek-Segafredo              | Cofidis                 | Cofidis                 | Cofidis                 | TotalEnergies                      | TotalEnergies                      | TotalEnergies                      |
| N°                          | Ciclista                    | Clas.                       | N°                      | Ciclista                | Clas.                   | N°                                 | Ciclista                           | Clas.                              |
| 121                         | Antonio Tiberi              | 66°                         | 131                     | Benjamin Thomas         | 58°                     | 141                                | Alexis Vuillermoz                  | 35°                                |
| 122                         | Julien Bernard              | 104°                        | 132                     | François Bidard         | 100°                    | 142                                | E. Boasson Hagen                   | 95°°                               |
| 123                         | Kenny Elissonde             | 22°                         | 133                     | Thomas Champion         | 58°                     | 143                                | Fabien Doubey                      | 85°                                |
| 124                         | Tony Gallopin               | 62°                         | 134                     | Eddy Finé               | 103°                    | 144                                | Sandy Dujardin                     | R 7ª                               |
| 125                         | Toms Skujiņš                | 33°                         | 135                     | Simon Geschke           | 38°                     | 145                                | Valentin Ferron                    | 119°                               |
| 126                         | Jasper Stuyven              | R 8ª                        | 136                     | Victor Lafay            | 76°                     | 146                                | Fabien Grellier                    | 99°                                |
| 127                         | Antwan Tolhoek              | 107°                        | 137                     | Hugo Toumire            | 46°                     | 147                                | Dries Van Gestel                   | 123°                               |
| EF Education-EasyPost       | EF Education-EasyPost       | EF Education-EasyPost       | Team Arkéa-Samsic       | Team Arkéa-Samsic       | Team Arkéa-Samsic       | Intermarché-Wanty-Gobert Matériaux | Intermarché-Wanty-Gobert Matériaux | Intermarché-Wanty-Gobert Matériaux |
| N°                          | Ciclista                    | Clas.                       | N°                      | Ciclista                | Clas.                   | N°                                 | Ciclista                           | Clas.                              |
| 151                         | Mark Padun                  | 113°                        | 161                     | Warren Barguil          | 24°                     | 171                                | Jan Hirt                           | 18°                                |
| 152                         | Ruben Guerreiro             | 9°                          | 162                     | Maxime Bouet            | 44°                     | 172                                | Jan Bakelants                      | 57°                                |
| 153                         | Esteban Chaves              | 7°                          | 163                     | Anthony Delaplace       | 78°                     | 173                                | Kobe Goossens                      | 27°                                |
| 154                         | Owain Doull                 | 91°                         | 164                     | Thibault Guernalec      | 96°                     | 174                                | Laurens Huys                       | 90°                                |
| 155                         | Jens Keukeleire             | 102°                        | 165                     | Simon Guglielmi         | 29°                     | 175                                | Julius Johansen                    | 125°                               |
| 156                         | Sean Quinn                  | 80°                         | 166                     | Matis Louvel            | 60°                     | 176                                | Louis Meintjes                     | 6°                                 |
| 157                         | James Shaw                  | 86°                         | 167                     | Łukasz Owsian           | 79°                     | 177                                | Hugo Page                          | 69°                                |
| Astana Qazaqstan Team       | Astana Qazaqstan Team       | Astana Qazaqstan Team       | Lotto Soudal            | Lotto Soudal            | Lotto Soudal            | Team DSM                           | Team DSM                           | Team DSM                           |
| N°                          | Ciclista                    | Clas.                       | N°                      | Ciclista                | Clas.                   | N°                                 | Ciclista                           | Clas.                              |
| 181                         | Samuele Battistella         | 94°                         | 191                     | Steff Cras              | 14°                     | 201                                | Niklas Märkl                       | R 1ª                               |
| 182                         | Stefan de Bod               | 42°                         | 192                     | Carlos Barbero          | 120°                    | 202                                | Marco Brenner                      | 114°                               |
| 183                         | Jurij Natarov               | 105°                        | 193                     | Filippo Conca           | 74°                     | 203                                | Romain Combaud                     | 75°                                |
| 184                         | Aljaksandr Rabušėnka        | 83°                         | 194                     | Sébastien Grignard      | 101°                    | 204                                | Mark Donovan                       | 39°                                |
| 185                         | Javier Romo                 | 72°                         | 195                     | Harry Sweeny            | 92°                     | 205                                | Leon Heinschke                     | R 6ª                               |
| 186                         | Simone Velasco              | 59°                         | 196                     | Maxim Van Gils          | 41°                     | 206                                | Henri Vandenabeele                 | R 2ª                               |
| 187                         | Andrej Zejc                 | 25°                         | 197                     | Xandres Vervloesem      | R 8ª                    | 207                                | Kevin Vermaerke                    | 31°                                |
| B&B Hotels-KTM              |                             |                             |                         |                         |                         |                                    |                                    |                                    |
| N°                          | Ciclista                    | Clas.                       |                         |                         |                         |                                    |                                    |                                    |
| 211                         | Luca Mozzato                | R 7ª                        |                         |                         |                         |                                    |                                    |                                    |
| 212                         | Franck Bonnamour            | 61°                         |                         |                         |                         |                                    |                                    |                                    |
| 213                         | Alexis Gougeard             | R 6ª                        |                         |                         |                         |                                    |                                    |                                    |
| 214                         | Miguel Heidemann            | 111°                        |                         |                         |                         |                                    |                                    |                                    |
| 215                         | Eliot Lietaer               | 56°                         |                         |                         |                         |                                    |                                    |                                    |
| 216                         | Pierre Rolland              | 54°                         |                         |                         |                         |                                    |                                    |                                    |
| 217                         | Seb Schönberger             | 51°                         |                         |                         |                         |                                    |                                    |                                    |